# Центр строительства крупнотоннажных морских сооружений
Центр строительства крупнотоннажных морских сооружений (ЦСКМС, ранее известна как Кольская верфь) — строящаяся специализированная верфь у села Белокаменка Мурманской области России.
Заказчиком строительства является дочерняя компания Новатэка — «Новатэк-Мурманск» (бывшая «Кольская верфь»). Верфь будет вести строительство и оснащение плавучих железобетонных конструкций для создания морских сооружений гравитационного типа, то есть транспортируемых к месту базирования на плаву и погружения на дно за счёт собственного веса. Назначение платформ — заводы по сжижению и перегрузке природного газа. Модули самого завода сжижения газа также планируется изготавливать на верфи.

## Параметры
Предполагаемый объем инвестиций 120 млрд руб. На стройке работает около 4 тысяч человек. После ввода завода в строй на нем будет занято до 15 тысяч человек, для которых строится вахтовый городок. Верфь имеет 2 сухих дока, ее территория более 150 га.
Размеры двух сухих доков: длина 400, ширина 175 и высота стенок 20 метров. Это будут крупнейшие сухие доки в России. И строящийся док ССК «Звезда», и имеющийся док завода Залив имеют меньшие размеры. Размеры платформ: длина 324 метра, ширина 153 метра, высота 30 метров. Общая масса платформы с оборудованием СПГ составит 600 тыс. тонн, объем резервуаров СПГ 230 тыс. м3, объем резервуаров газоконденсата 75 тыс. м3.
Завод имеет причальный фронт протяженностью 1290 метров, который включает шесть причалов, в том числе достроечную набережную длиной 384 м, которая предназначена для достроечных и пусконаладочных работ. С учетом достроечной набережной мощности ЦСКМС позволят одновременно изготавливать три платформы для сжижения природного газа.

## История
15 июня 2017 года подписано распоряжение Правительства Российской Федерации о сооружении 4-х искусственных островов в Кольском заливе для нужд «Центра строительства крупнотоннажных морских сооружений».
В июле 2017 года начинается строительство, идёт интенсивный подвоз техники и оборудования.
В июле 2019 года стало известно, что начало работы первой очереди завода (заливки первой железобетонной платформы) запланировано на третий квартал 2019 года. До конца года заработают и цеха по монтажу оборудования завода СПГ, который будет смонтирован на платформе. Второй сухой док планируется ввести в эксплуатацию в 2020 году.
Весной 2019 года Новатэк предложил Росатому ускорить строительство атомного ледокольного флота путем строительства ледоколов на новой верфи.
11 апреля 2020 года на стройке компании Новатэк у села Белокаменка и на территории сельского поселения Междуречье Кольского района для предотвращения распространения в Мурманской области коронавирусной инфекции COVID-19 был введён режим чрезвычайной ситуации. 24 апреля компания-подрядчик Центра строительства крупнотоннажных морских сооружений ООО «Велесстрой» вывезла в Самару и Екатеринбург тремя рейсами 475 вахтовиков, которых поместили на двухнедельную изоляцию. 25 апреля в вахтовом посёлке подрядчика ЦСКМС за сутки было выявлено ещё 192 новых случая заболевания COVID-19. По данным регионального оперативного штаба 25 апреля там заразился 791 человек. При этом рабочим предлагают выйти на работу, несмотря на положительный результат анализа.
К 4 сентября 2023 года в сухом доке было возведено футбольное поле, на котором прошёл матч 1/64 финала Кубка России между кировским «Динамо» и медийной командой 2DROTS. Встреча завершилась со счётом 0:2. В декабре газета «Спорт день за днём» включила эту игру в список «100 главных событий года в российском и мировом спорте».